# لاروتريكتينيب
لاروتريكتينيب Larotrectinib المعروف بالإسم التجاري «فيتراكفي» Vitrakvi هو دواء من نوع العلاج الموجّه لنوع نادر من أنواع السرطان يهدف للسيطرة على نموه وانتشاره لأطول فترة ممكنة على شكل حبوب للبالغين، أو شراب للأطفال. في أواخر عام 2018 قامت وسائل الإعلام بتضخيم شأن هذا الدواء أكثر من اللازم مما دفع وزارات الصحة في بعض البلدان إلى التحذير بأن هذا الدواء لا يعالج السرطان كليا ولا يسبب بالشفاء منه تماما من المنشأ كما تم ذكره ولا يعتبر بديلا للعلاج الجراحي والكيماوي والعلاج الإشعاعي.
يمكن للأطباء وصف هذا الدواء للمرضى في الحالات التالية:
- في حال كان الورم السرطاني على شكل أورام صلبة نتيجة طفرة نادرة في مستقبلات المغذيات العصبية التيروزين كيناز NTRK وهذه الطفرة توجد في بعض الأورام مثل سرطان الغدد اللعابية والدرقية والرئة والأنسجة الضامة وساركوما الأنسجة الرخوة والساركوما الليفية عند الأطفال.
- إذا انتشرت الخلايا السرطانية في الجسم، أو إذا كانت الجراحة لإزالة السرطان ستسبب مضاعفات معقدة.
- إن لم تعد هناك طرق علاج أخرى مقبولة، أو إذا لم يستجب السرطان للعلاجات الأخرى وانتشر بشكل أكبر.
ولا يزال من غير المعروف ما إذا كان «فيتراكفي» مناسبا وآمنا للاستخدام، للأطفال أصغر من شهر واحد، حسب ما ذكر موقع «دراغز» الطبي. 

## دراسة الفعالية
مجلة نيو انجلاند New England الطبية نشرت دراسة على علاج لاروتريكتينيب وكانت الدراسة في المرحلة الأولى والثانية حيث شملت الدراسة 55 مريضا من مرضى السرطان والذين لديهم الطفرة الوراثية في TRK حيث كانت نسبة الاستجابة الكاملة 13% ونسبة الاستجابة الجزئية 62%". علما أنه لم تستمر هذه الاستجابة فترة طويلة لدى جميع المرضى حيث تطور المرض لدى بعض المشتركين في الدراسة واستمرت الاستجابة في 39 % من المرضى بعد السنة الأولى من العلاج كما أن بعض المرضى خضع لعملية جراحية بعد الدواء.
في نوفمبر 2018 أجازت هيئة الغذاء والدواء الأميركية (FDA) هذا الدواء موافقة متسارعة لعلاج حالات تعاني من السرطان ولا يوجد علاج آخر متاح لعلاجها، ولا يزال من المطلوب مزيد من التجارب لتأكيد فائدته السريرية.

## الأعراض الجانبية
تشمل الأعراض الجانبية الشائعة مشكلات في الجهاز العصبي والكبد، هذا إلى جانب التعب والغثيان والدوار والتقيؤ، بالإضافة إلى الإمساك والإسهال وتراجع القدرة على الإنجاب وخصوصا عند النساء، وزيادة مستويات الدم من إنزيمات الكبد، ويُنصح مقدمي الرعاية الصحية بمراقبة اختبارات الكبد ALT وAST الكبدية كل أسبوعين خلال الشهر الأول من العلاج، ثم شهريًا وكما هو محدد سريريًا، ويجب على النساء الحوامل أو اللواتي يعتمدن الرضاعة الطبيعية عدم تناول فيتركفي لأنه قد يتسبب في ضرر على الجنين أو المولود الجديد.